# Pina de Ebro
Pina de Ebro è un comune spagnolo di 2 233 abitanti situato nella comunità autonoma dell'Aragona.
Di grande interesse è il Convento de los Franciscanos, con decorazioni ed elementi del Mudéjar aragonese. Il palazzo comunale, perfettamente restaurato, è del XVIII secolo.